# VFAT
VFAT (ang. Virtual FAT) – rozszerzenie systemu plików FAT umożliwiające używanie długich nazw plików (do 255 znaków).
Niektóre programy nie obsługują tego rozszerzenia i wyświetlają nazwy katalogów lub plików wygenerowane w formacie 8.3 przez system (np. nazwę Moje dokumenty jako MOJEDO~1 lub nazwę Program Files jako PROGRA~1). 
Spowodowane jest to tym, że VFAT przechowuje długie nazwy plików, tworząc zestaw wpisów w tablicy katalogu. Ze względu na to że mają one atrybuty Nazwa woluminu, Ukryty, Systemowy i Tylko do odczytu, nie zostanie on nadpisany i większość programów nierozpoznających VFAT pozostawi je w spokoju. Ze względu jednak na zgodność, do "głównego" wpisu danego pliku zapisywana jest jego nazwa w formacie 8.3, ponieważ tylko na tyle jest miejsca w strukturze.